# Saltsjöbaden

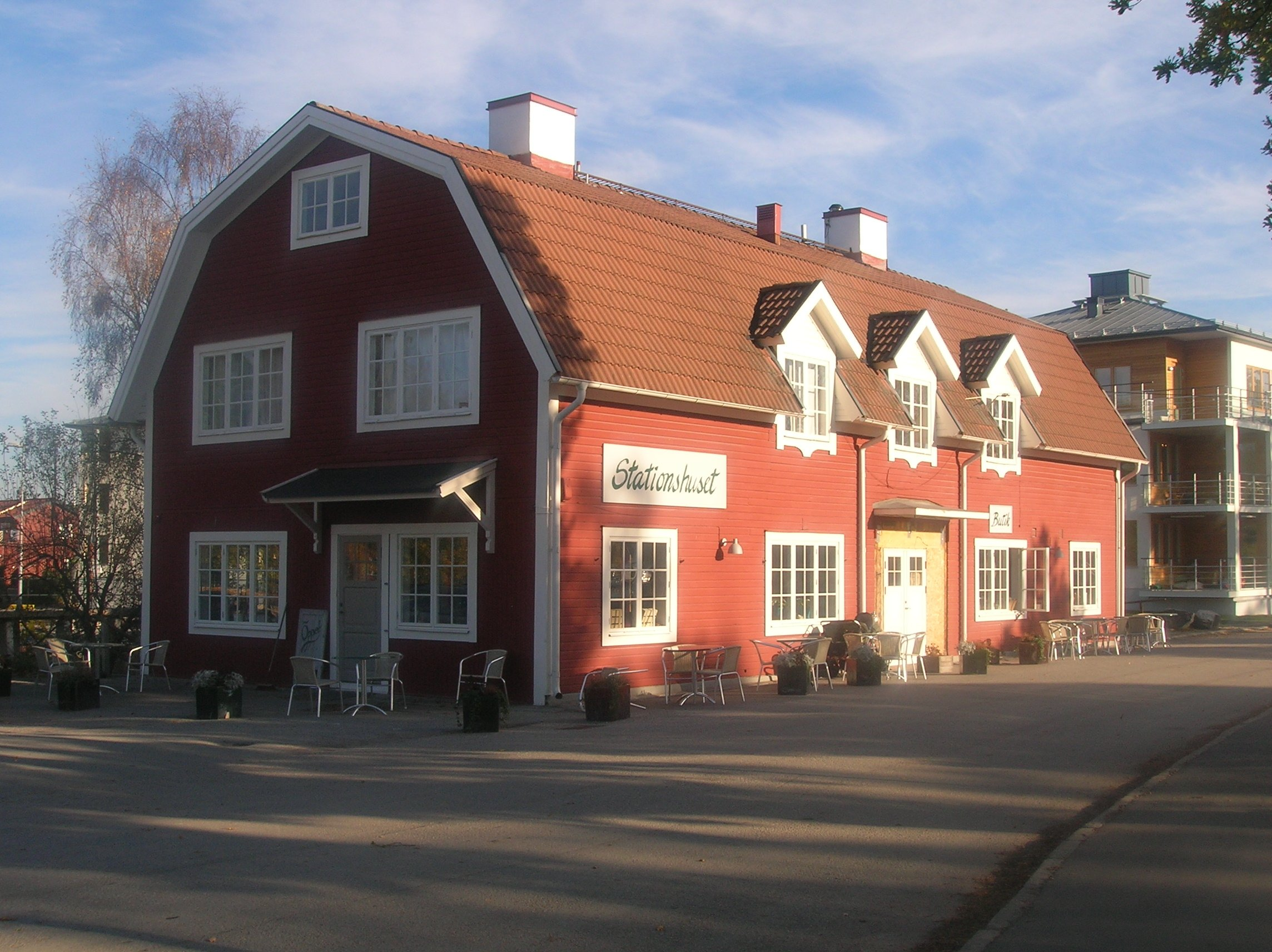
Dworzec kolejowy w Saltsjöbaden

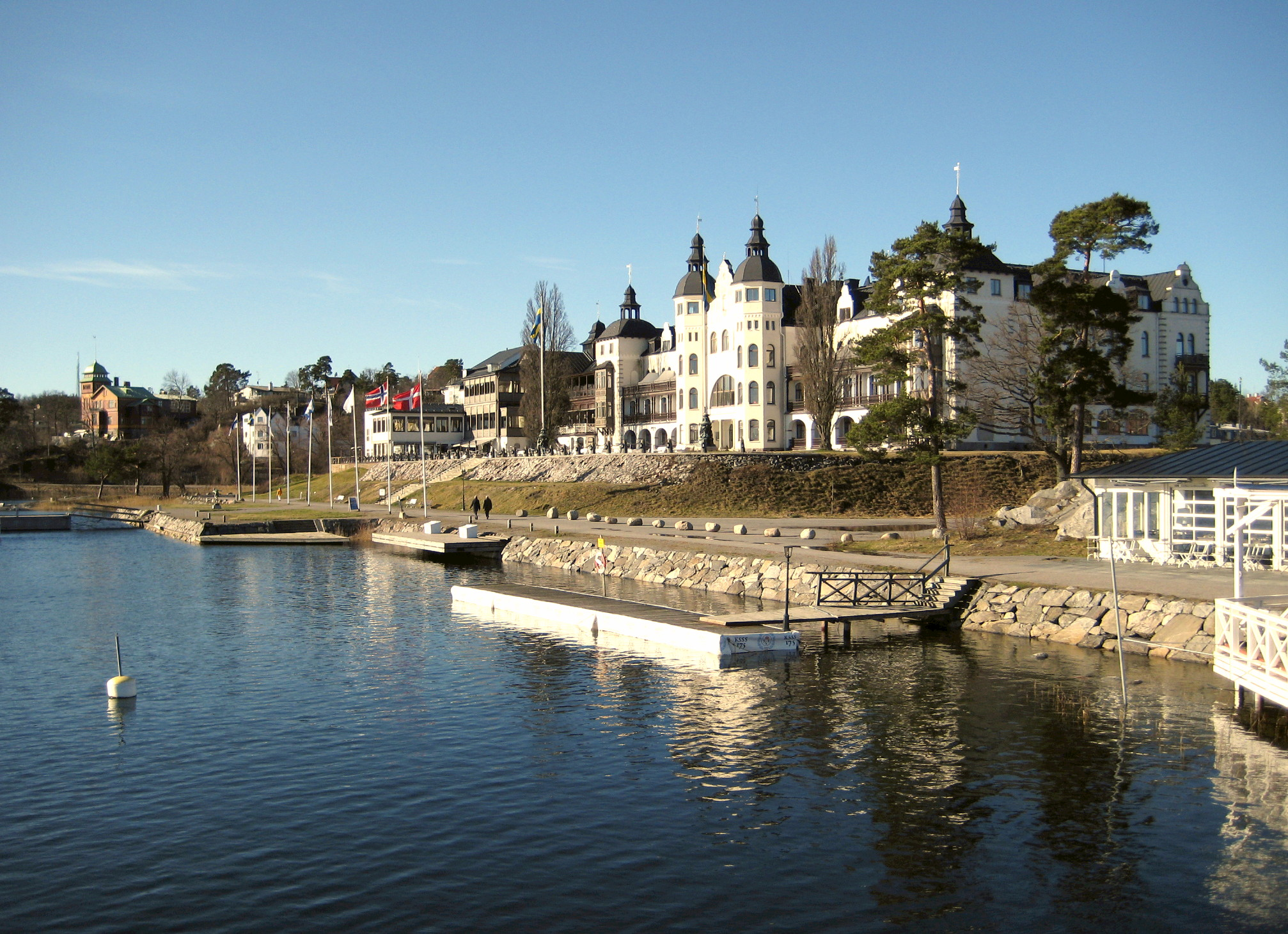
Grand Hotel

Saltsjöbaden – miejscowość w szwedzkiej gminie Nacka, w regionie Sztokholm, na południowy wschód od Sztokholmu, położone u wybrzeża Morza Bałtyckiego.
Szybki rozwój Saltsjöbaden nastąpił pod koniec XIX wieku, po wybudowaniu połączenia kolejowego ze Sztokholmem (stacja końcowa Saltsjöbanan). W roku 1908 Saltsjöbaden stało się odrębnym magistratem, włączonym w roku 1971 do gminy Nacka.
W Saltsjöbaden znajdują się luksusowe hotele oraz sanatorium. W latach 1931–2001 funkcjonowało tu sztokholmskie obserwatorium astronomiczne, w którym w roku 2000 odkryto planetoidę (36614) Saltis.
W świecie szachowym nazwa miejscowości stała się słynna w 1948 r. z powodu rozegrania tu pierwszego turnieju międzystrefowego, w którym zwyciężył Dawid Bronstein. Drugi turniej tej samej rangi został rozegrany w Saltsjöbaden w 1952 r., a jego zwycięzcą został Aleksandr Kotow.
W roku 2000 Saltsjöbaden liczyło 8606 mieszkańców i zajmowało powierzchnię 5,38 km².